# Пентаграма
Пентагра́ма  (також п'ятипроменева зірка, зірчастий пятикутник; грец. πεντάγραμμον від πέντε — «п'ять» і γράμμα — «риска, лінія») — плоский неопуклий багатокутник з п'ятьма вершинами та п'ятьма сторонами, що взаємно перетинаються між собою.
Якщо сторони пентаграми та кути між ними рівні, то пентаграма є правильною. 
Правильний зірчастий п'ятикутник позначається символом Шлефлі як {5/2} ( 5 — кількість сторін багатокутника, а 2 — його щільність).
Група симетрії правильної п'ятипроменевої зірки — діедрична група D5 порядку 10.
Правильні зірчасті багатокутники вперше систематично вивчались Томасом Брадвардіном та Йоганном Кеплером. 
| {5/2} | \|5/2\| |

Бранко Ґрюнбаум розрізнив два види зірчастих багатокутників. Пеший — зірчастий n — кутник, сторони якого перетинаються, і точки перетину не утворюють нових вершин. Другий — неопуклий ізотоксальний простий 2n- кутник.
Таким чином до п'ятипроменевої зірки (пентаграми) також можна віднести неопуклий ізотоксальний десятикутник, з десятьма сторонами та десятьма вершинами, які становлять дві групи по п'ять вершин, що чергуються між собою.
Цей тип пентаграми також можна описати як геометричну фігуру, утворену шляхом приєднання назовні до сторін правильного п'ятикутника рівних рівнобедрених трикутників. Зокрема, трикутники можуть бути рівносторонніми, або ж, наприклад, «золотими». В останньому випадку ця пентаграма збігається з рівностороннім правильним зірчастим п'ятикутником.
Пентаграма використовувалася як символ в Стародавній Греції і Вавилонії, і використовується сьогодні як символ віри в багатьох[джерело не вказане 2532 дні] неоязичницьких релігіях, подібно як хрест у християн чи гексаграма в юдеїв. Пентаграму пов'язують з магією, і багато людей, які практикують новоязичництво, вірять в силу ювелірних виробів із зображенням пентаграми, носячи їх. Християни ж зазвичай використовують пентаграму для символічного зображення п'яти святих ран Ісуса.[джерело не вказане 2532 дні] Пентаграму асоціюють також з масонством, про неї пишуть фантасти, нетрадиційні історики тощо.
Пентакль, за Оксфордським словником англійської мови, це дископодібний предмет із зображенням пентаграми.

## Геометрія
Пентаграма є найпростішим правильним зірчастим багатокутником. Має п'ять вершин та п'ять рівних внутрішніх кутів, кожен з яких становить {\displaystyle 36^{\circ }} (або ж {\displaystyle {\frac {\pi }{5}}} радіан).

### Утворення
Пентаграму можна утворити, з'єднавши вершини правильного п'ятикутника через одну. Іншими словами, провівши у правильному п'ятикутнику всі його діагоналі.
Пентаграма і п’ятикутник, в який вона вписана, утворюють повний граф із 5 вершинами.
Також пентаграму можна утворити шляхом ззірчення правильного п'ятикутника, продовживши його сторони до їх взаємного перетину.

### Золотий перетин у пентаграмі
Золотий перетин, φ = (1 + √5) / 2 ≈ 1.618,  відіграє важливу роль у правильних п'ятикутниках і пентаграмах.
У правильній пентаграмі (п'ятипроменевій зірці) її ребра взаємно перетинаються і точками перетину розділяться на лінійні сегменти (відрізки), що знаходяться у відношенні «золотого перетину» один до одного.

Зокрема, відношення довжини ребра до довшого відрізка дорівнює φ, так само як і відношення довжини довшого відрізка до коротшого. Також відношення довжини коротшого відрізка до відрізка, який відтинається двома ребрами, що виходять з однієї вершини (сторона п'ятикутника в центрі пентаграми), дорівнює φ. 
{\displaystyle {\frac {\text{Червоний}}{\text{Зелений}}}={\frac {\text{Зелений}}{\text{Синій}}}={\frac {\text{Синій}}{\text{Фіолетовий}}}=\varphi \approx 1.618.}
Пентаграма, яка вписана в правильний п'ятикутник, розділяє його на десять рівнобедрених трикутників: п'ять гострокутних («золоті трикутники») і п'ять тупокутних («золоті гномони»). У всіх них відношення довшої сторони до коротшої дорівнює φ.
Відношення «золотого перетину» також можна знайти через кути пентаграми:
{\displaystyle \varphi =1+2\sin(\pi /10)=1+2\sin 18^{\circ }\,}
{\displaystyle \varphi =1/(2\sin(\pi /10))=1/(2\sin 18^{\circ })\,}
{\displaystyle \varphi =2\cos(\pi /5)=2\cos 36^{\circ }\,}
Якщо побудувати нескінченну пентаграму (продовжити «правильну п'ятипроменеву зірку» п'ятикутниками і «вістряками» назовні і всередину) і надати якомусь її відрізку значення 1,000 — отримаємо ряд чисел, який є послідовними степенями числа {\displaystyle \varphi } (фі): 
| :{\displaystyle {\begin{aligned}&\varphi ^{0}=1,0000...\\&\varphi ^{1}=1,6180339...\\&\varphi ^{2}=2,6180339...\\&\varphi ^{3}=4,2360679...\\&\varphi ^{4}=6,8541019...\\&\varphi ^{5}=11,0901699...\end{aligned}}} | :{\displaystyle {\begin{aligned}&\varphi ^{-1}=0,6180339...\\&\varphi ^{-2}=0,3819660...\\&\varphi ^{-3}=0,2360679...\\&\varphi ^{-4}=0,1458980...\end{aligned}}} |

Можна виявити дивну властивість цих двох послідовностей («назовні» і «всередину» від одиниці): парні степені числа {\displaystyle \varphi } дають ЦІЛІ ЧИСЛА при додаванні: 
{\displaystyle \varphi ^{n}+\varphi ^{-n},}
а непарні степені — при відніманні:
{\displaystyle \varphi ^{n}-\varphi ^{-n}.}
В результаті отримуємо послідовність натуральних чисел 2, 1, 3, 4, 7, 11, 18, .., названу «послідовністю Люка». (послідовність A000032 з Онлайн енциклопедії послідовностей цілих чисел, OEIS).
Ряд Фібоначчі виходить схожим чином, при діленні на {\displaystyle {\sqrt {5}}}: {\displaystyle {\frac {\varphi ^{n}+\varphi ^{-n}}{\sqrt {5}}}} для непарних n = 2k + 1 і {\displaystyle {\frac {\varphi ^{n}-\varphi ^{-n}}{\sqrt {5}}}} для парних n = 2k (тут навпаки: непарні степені числа {\displaystyle \varphi } додаються, а парні — віднімаються). Обидві формули вивів в 19 столітті французький математик Жак Філіпп Марі Біне (1786—1856).
Варто також зауважити, що будь-який ряд, з будь-якими початковими числами, у якого наступний член виходить додаванням двох попередніх: {\displaystyle X_{n+1}=X_{n}+X_{n-1}} — у великих числах (при n → ∞) прагне до «золотого відношення» між сусідніми членами. 
Тобто до класичної формули знаходження числа {\displaystyle \varphi } через {\displaystyle {\sqrt {5}}}: 

1) {\displaystyle \varphi ={\frac {1+{\sqrt {5}}}{2}}} 

ми можемо додати ще дві:

2) {\displaystyle \varphi } як границя співвідношення між сусідніми членами будь-якої послідовності Фібоначчі:

{\displaystyle \varphi =\lim _{n\to \infty }{\frac {X_{n}}{X_{n-1}}}}

3)  і третя формула виходить з геометрії пентаграми: 

{\displaystyle \varphi =2\cdot \cos {\frac {\pi }{5}}={\frac {1}{2\cdot \sin {\frac {\pi }{10}}}}}

## Символічне значення
П'ятипроменева зірка — символ дохристиянської епохи, його використовували під час поклоніння силам Природи. Давні люди ділили весь світ на дві половини — чоловічу та жіночу (боги й богині, що зберігали баланс сил). Пентаграма, або пентакль, символізує жіночу половину всього земного. Цей символ часто називають «священним жіночим початком», або «священною богинею». Інакше цей символ інтерпретують, як богиню Венеру. Ранні релігії відштовхувались від божественості Природи, а богиня Венера і планета Венера — одне і те ж. Кожні вісім років Венера робить абсолютно правильну пентаграму по великому колу небесної сфери. Давні люди помітили це явище і проголосили Венеру та п'ятипроменеву зірку символом досконалості, краси та сексуальності. Шануючи це явище, древні греки влаштовували Олімпійські ігри кожні вісім років, а сучасні змагання — половинний цикл Венери. Саме п'ятипроменева зірка мала стати символом Ігор, проте згодом вирішили, що п'ять кілець краще відображають атмосферу заходу. Алхіміки, чорнокнижники та ін. вважали пентаграму захистом від диявола. Так, Гете у трагедії «Фауст» описав, що Мефістофель проник до помешкання Фауста, скориставшись невеличким проміжком у куточку начертаної на будинку пентаграми. Демонічна інтерпретація зірки історично невірна. Значення пентаграми було спаплюжено Римською католицькою церквою на ранньому етапі її розвитку, це була частина компанії Ватикану зі знищення язичницьких релігій.

## Історія
Перші зображення пентаграми датуються приблизно 3500 р. до н. е., це намальовані на глині п'ятипроменеві зірки, знайдені на руїнах стародавнього міста Урука. Зображення пентаграм зустрічаються і на єгипетських статуях. Як пише у своїй «Новій Енциклопедії Франк-масонства» Артур Вейт, єгиптяни називали пентаграму «зіркою песиголового Анубіса».